# Nordfrost-Arena
Die Nordfrost-Arena ist eine Sporthalle im Rüstringer Stadtpark in Wilhelmshaven. Sie bietet ein Fassungsvermögen von 2433 Personen (davon 2200 auf Sitzplätzen) und ist die Heimstätte des Handballvereins Wilhelmshavener HV. Der Namenssponsor der 1982 eingeweihten Halle ist die Nordfrost GmbH & Co. KG. Neben den Spielen des Wilhelmshavener HV wird die Halle auch für Schul-, Vereins- und Breitensport genutzt.

## Galerie

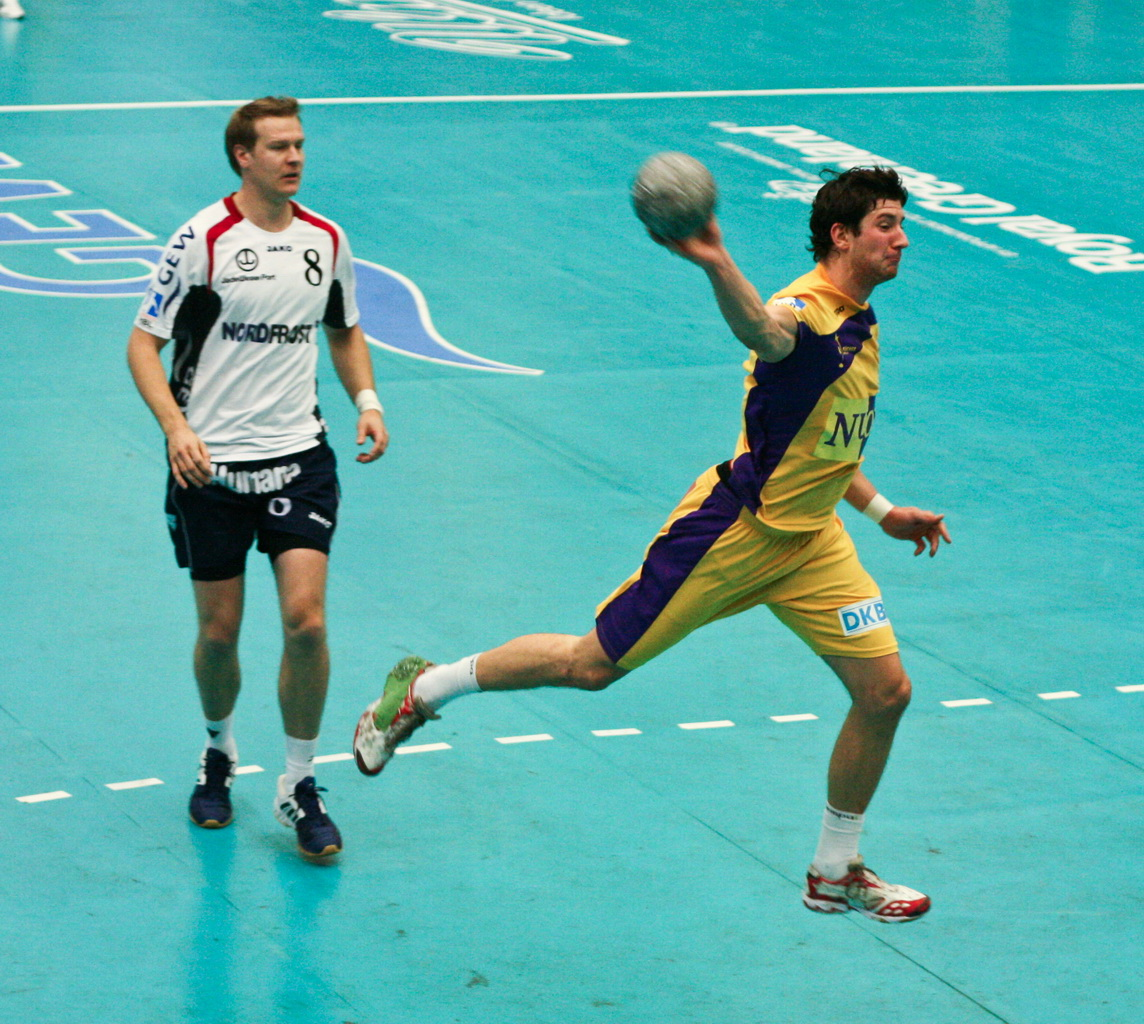
Milan Vučićević und Sascha Detlof beim Spiel WHV gegen die Füchse Berlin am 20. Oktober 2007